# 34262 Michaelren
34262 Michaelren è un asteroide della fascia principale. Scoperto nel 2000, presenta un'orbita caratterizzata da un semiasse maggiore pari a 2,5474738 au e da un'eccentricità di 0,1268340, inclinata di 3,58425° rispetto all'eclittica.